# Atletiek op de Paralympische Zomerspelen 2024 - Kogelstoten vrouwen F20
Het Kogelstoten voor vrouwen klasse F20 op de Paralympische Zomerspelen 2024 vond plaats op 1 september in het Stade de France. Deze klasse is voor atletes met een verstandelijke beperking, atletes in deze klasse hebben een IQ-score van 75 of minder. De winnares van 2020 was Poleth Isamar Méndes Sánchez uit Ecuador. Zij werd in 2024 opgevolgd door de Britse Sabrina Fortune, het zilver was voor de Française Gloria Agblemagnon en Poleth Isamar Méndes Sánchez won de bronzen medaille.

## Records
Voorafgaand aan het toernooi waren dit het wereldrecord en het Paralympisch record.
| Wereldrecord        | Verenigd Koninkrijk Sabrina Fortune  | 14.83 | Birmingham | 21 juli 2024     |
| Paralympisch record | Ecuador Poleth Isamar Méndes Sánchez | 14.39 | Tokio      | 29 augustus 2021 |

## Uitslag
| Rang   | Atleet                       | Atleet | #1    | #2    | #3    | #4    | #5    | #6    | Resultaat | Bijz. |
| ------ | ---------------------------- | ------ | ----- | ----- | ----- | ----- | ----- | ----- | --------- | ----- |
| Goud   | Sabrina Fortune              | GBR    | 15.12 | 14.21 | 13.58 | 14.95 | 14.90 | 14.92 | 15.12     | WR    |
| Zilver | Gloria Agblemagnon           | FRA    | 13.31 | 13.80 | 13.58 | 14.43 | x     | 13.20 | 13.80     | PB    |
| Brons  | Poleth Isamar Méndes Sánchez | ECU    | 14.31 | 13.87 | 13.97 | 13.50 | 14.03 | 13.90 | 14.31     | SB    |
| 4      | Svetlana Mironova            | NPA    | 13.29 | 13.17 | 13.68 | 13.10 | 13.50 | 13.39 | 13.68     |       |
| 5      | Ebrar Keskin                 | TUR    | 12.70 | 13.66 | 13.15 | 13.47 | 13.51 | x     | 13.66     |       |
| 6      | Viktoriia Shpachynska        | UKR    | 13.02 | 13.38 | 13.54 | x     | x     | x     | 13.54     | SB    |
| 7      | Grecely Padilla              | ECU    | x     | x     | 13.23 | 12.21 | 11.93 | 13.12 | 13.23     | PB    |
| 8      | Aleksandra Zaitseva          | NPA    | 13.19 | 13.22 | 13.00 | 12.95 | 12.46 | 12.95 | 13.22     |       |
| 9      | Zoi Mantoudi                 | GRE    | 11.09 | 13.20 | 12.96 |       |       |       | 13.20     | SB    |
| 10     | Anais Mendes                 | ECU    | 12.78 | 13.11 | 13.16 |       |       |       | 13.16     | SB    |
| 11     | Anastasiia Mysnyk            | UKR    | 11.93 | 12.72 | 12.51 |       |       |       | 12.72     |       |
| 12     | Svitlana Piven               | UKR    | 12.13 | 12.25 | x     |       |       |       | 12.25     |       |
| 13     | Eda Yildirim                 | TUR    | 11.69 | 11.94 | 11.95 |       |       |       | 11.95     |       |